# 千原せいじ漫遊記
千原せいじ漫遊記（ちはらせいじまんゆうき）は、2011年から読売テレビで不定期放送されている海外旅バラエティ番組である。年2回ペースで放送されている。

## 出演者
旅人
- 千原せいじ

## 放送リスト
| 回数 | 放送日         | タイトル名               | ロケ場所         | 備考 |
| ---- | -------------- | ------------------------ | ---------------- | ---- |
| 1    | 2011年9月25日  | 中国さすらい旅スペシャル | 北京             |      |
| 2    | 2011年12月24日 | 中国さすらい旅スペシャル | 上海             |      |
| 3    | 2012年5月6日   | 世界ふれあい旅スペシャル | 台湾             |      |
| 4    | 2012年9月16日  | 世界ふれあい旅スペシャル | タイ             |      |
| 5    | 2013年3月10日  | 世界ふれあい旅スペシャル | インドネシア     |      |
| 6    | 2013年9月22日  | 世界ふれあい旅スペシャル | フィリピン       |      |
| 7    | 2014年2月9日   | 世界ふれあい旅スペシャル | ベトナム         |      |
| 8    | 2014年10月5日  | 世界ふれあい旅スペシャル | マレーシア       |      |
| 9    | 2015年3月29日  | 世界ふれあい旅スペシャル | カンボジア       |      |
| 10   | 2015年7月19日  | 世界ふれあい旅スペシャル | インド           |      |
| 11   | 2016年3月13日  | 世界ふれあい旅スペシャル | ミャンマー       |      |
| 12   | 2016年7月31日  | 世界ふれあい旅スペシャル | ラオス           |      |
| 13   | 2017年3月5日   | 世界ふれあい旅スペシャル | タイ・チェンマイ |      |
| 14   | 2017年9月10日  | 世界ふれあい旅スペシャル | シンガポール     |      |
| 15   | 2018年3月4日   | 世界ふれあい旅スペシャル | ベトナム・ハノイ |      |
| 16   | 2018年7月15日  | 世界ふれあい旅スペシャル | バリ島           |      |
| 17   | 2019年6月30日  | 世界ふれあい旅スペシャル | セブ島           |      |
| 18   | 2019年11月3日  | 世界ふれあい旅スペシャル | ミャンマー       |      |

## スタッフ
第18回
- ナレーション：南かおり
- 撮影：小塩友英
- 音声：瀬戸秀文（第18回）
- 編集：平池武志、長谷川功一（共に第18回）
- MA：六車誠（第15回-）
- 音効：竹内健司（第15回-）
- コーディネーター：新海利昌 SOUTHERN BREEZE（第18回）
- 協力：タイ国際航空（第12-14,18回）、MELIA YANGON、Rena HOTEL（共に第18回）
- 構成：村井聡之
- ディレクター：松本圭介（第15回-）
- 演出：河内大（第14回まではディレクター）
- プロデューサー：出原照久（第14回までは演出兼務）
- チーフプロデューサー：中西英行（第18回）
- 制作協力：NexTry
- 制作著作：ytv

### 過去のスタッフ
- 音声：瀧野真祐（第12回）、小川要輔（第13回）、山﨑多佳彦（第14回）、濱田浩平（第15回）、辰野雄一（第16回）、丹野宏樹（第17回）
- 編集：越田ヤスヲ、坂本ゆかり（共に第16,17回）
- MA：山本晋（第12,13回）、古庄陽（第14回）
- 音効：副島圭祐（第12-14回）
- 宣伝：藤生朋子（第12-14回）
- コーディネーター：Southern Breeze Tourism（Laos）（第12回）、Asia Production Service Co.,Ltd（第13回）、FUTURE STAGE CREATIONS（第14回）、羽田紀子（サザンブリーズ、第15回）、イチャ（indonesiamix.com、第16回）、池崎伸隆（かもめ、第17回）
- 協力：シンガポール政府観光局（第14回）、vietnam Airlines（第15回）、ガルーダインドネシア航空、アヤナリゾート&スパ パリ（共に第16回）、Philippine Airlines、セブ王、WATERFRONT CEBU CELY HOTEL&CASINO、CRIMSON、MARCO POLO PLAZA、EMERALD GREEN（共に第17回）
- プロデューサー：妹尾和己（第12,13回）
- チーフプロデューサー：土居原作也（第12,13回）、太田匡隆（第14-17回）